# Química
La química és la ciència que estudia la composició, estructura i propietats de la matèria i els canvis que aquesta experimenta durant les reaccions químiques. L'etimologia de la paraula química prové del baix llatí chimia (afèresi d’alchimia) de l'àrab كيمياء (kīmiyã´, «pedra filosofal»), i aquest, probablement del grec χημεία (khymeía, «fusió o barreja de líquids»). La ubiqüitat de la química en les ciències naturals fa que sigui considerada com una de les ciències bàsiques. La química és d'importància en molts camps del coneixement, com la ciència de materials, la biologia, la farmàcia, la medicina, la geologia, l'enginyeria i l'astronomia, entre d'altres.
Els processos naturals estudiats per la química involucren partícules fonamentals (electrons, protons i neutrons), partícules compostes (nuclis atòmics, àtoms i molècules) o estructures microscòpiques com cristalls i superfícies. Com a exemples de reaccions químiques hi ha:
- La formació de molècules o ions a partir de la col·lisió de dos àtoms.
- La fragmentació, ionització o canvi d'estructura d'una molècula després de ser irradiada amb llum.
- L'absorció d'un àtom o molècula sobre una superfície.
- El fluix d'electrons entre dos sòlids en contacte.
- El canvi estructural en una proteïna davant l'estímul apropiat.

Des del punt de vista microscòpic, les partícules involucrades en una reacció química poden considerar-se com un sistema tancat que intercanvia energia amb el seu entorn. En processos exotèrmics, el sistema allibera energia al seu entorn, mentre que un procés endotèrmic solament pot ocórrer quan l'entorn aporta energia al sistema que reacciona. En la gran majoria de les reaccions químiques hi ha flux d'energia entre el sistema i el seu camp d'influència, per la qual cosa podem estendre la definició de reacció química i involucrar l'energia cinètica (calor) com un reactiu o producte.
La gran importància dels sistemes biològics fa que en els nostres dies gran part del treball de química sigui de naturalesa bioquímica. Entre els problemes més interessants es troben, per exemple, l'estudi del desdoblament de les proteïnes i la relació entre seqüència, estructura i funció de proteïnes.
Si hi ha una partícula important i representativa en la química és l'electró. Un dels majors assoliments de la química és haver arribat a l'enteniment de la relació entre reactivitat química i configuració electrònica d'àtoms, molècules o sòlids. Els químics han pres els principis de la mecànica quàntica i les seves solucions fonamentals per a sistemes de pocs electrons i els han estès a sistemes realistes. La idea d'orbital atòmic i d'orbital molecular és una forma sistemàtica en la qual la formació d'enllaços és entenedor i és la sofisticació dels models inicials d'enllaç del diagrama de Lewis.

## Història
La història de la química comença ja a la prehistòria amb la descoberta del foc que va permetre les primeres transformacions controlades de la matèria amb la cocció dels aliments, la fabricació de vidre, de ceràmica i els primers aliatges. Els antics egipcis poden ser considerats els pioners de la química en solució aquosa fa més de 4000 anys. Vers l'any 1000 aC les antigues civilitzacions utilitzaven tecnologies que avui són la base d'algunes branques de la química: l'extracció de metalls a partir dels seus minerals, la fabricació de terrissa i esmalts, la fermentació per obtenir la cervesa i el vi, la fabricació de pigments per a cosmètics i pintura, l'extracció de productes químics de les plantes per a la medicina i perfumeria, la fabricació de formatge, l'acoloriment dels teixits, l'adob de les pells, la fabricació de sabó a partir de greixos, la fabricació de vidre, i aliatges com el bronze.

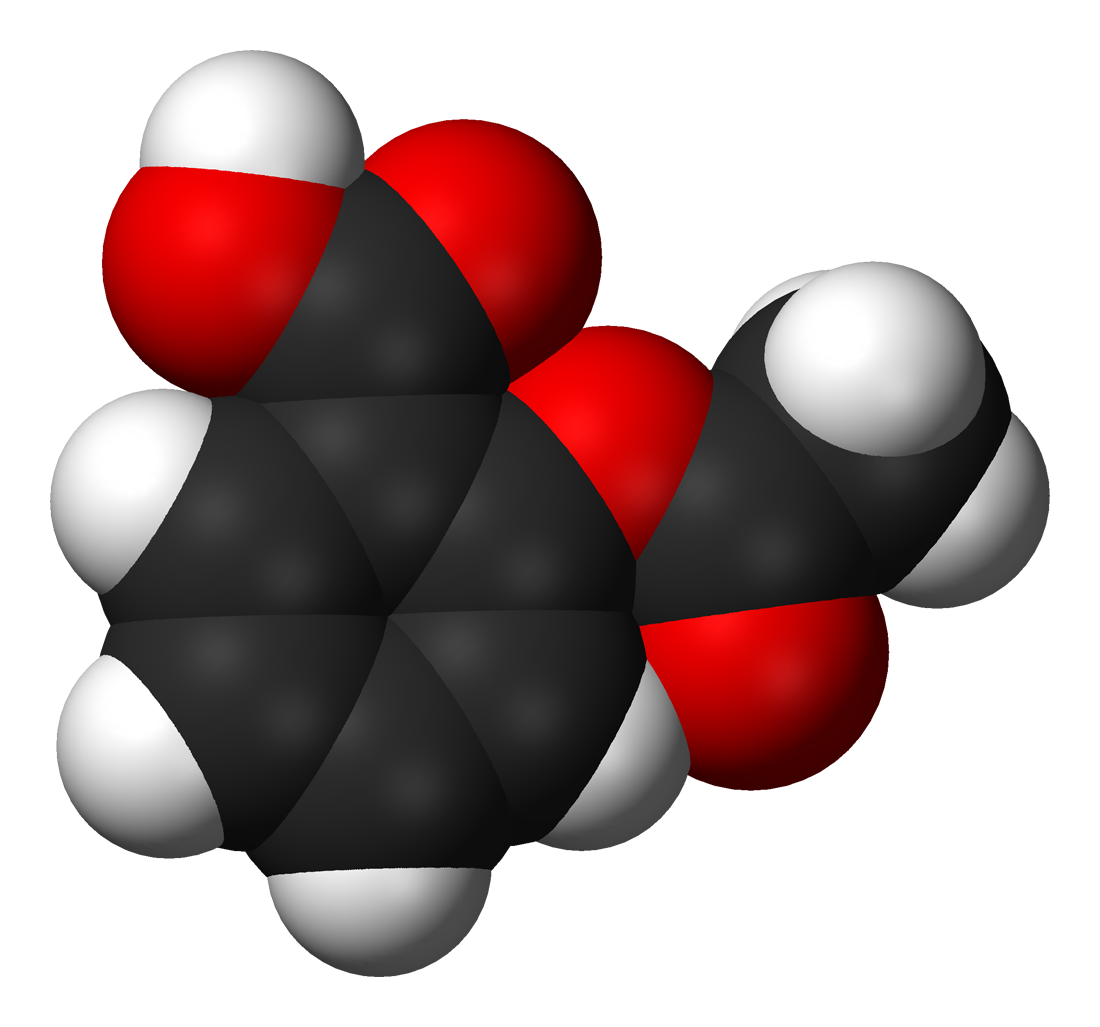
Representació de l'àcid acetilsalicílic (aspirina)
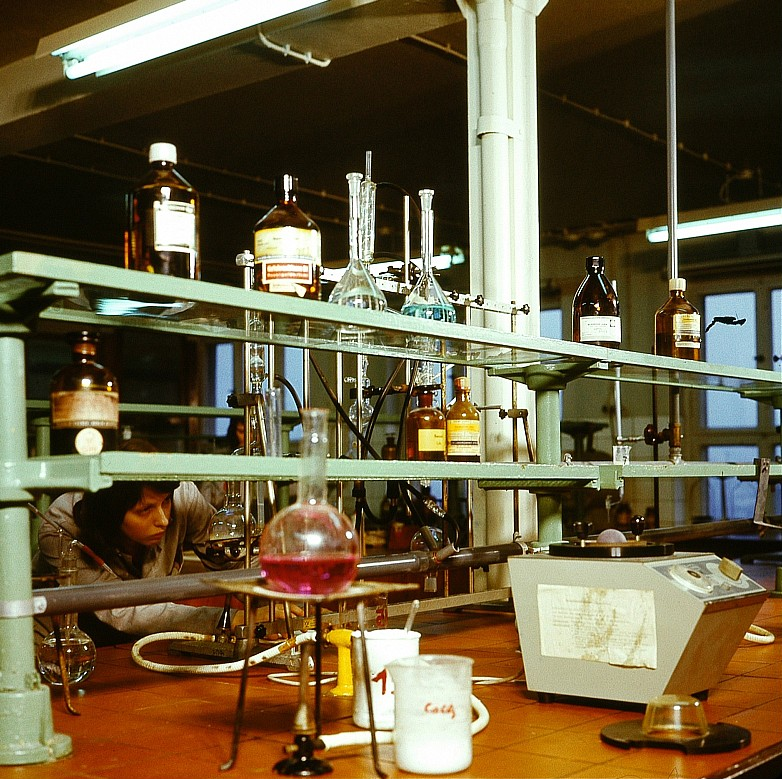
Laboratori de química
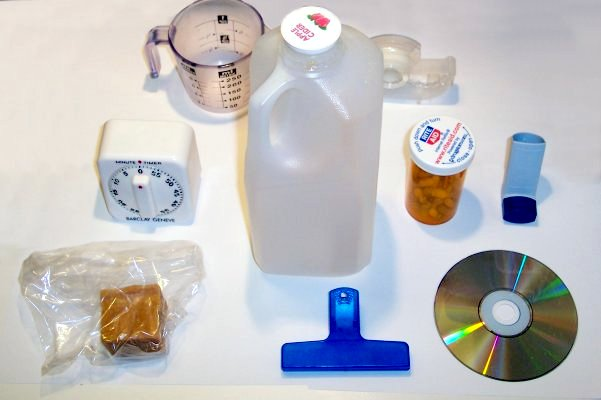
Objectes domèstics fabricats amb polímers sintètics
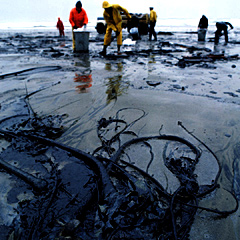
Contaminació d'una platja per abocament de petroli
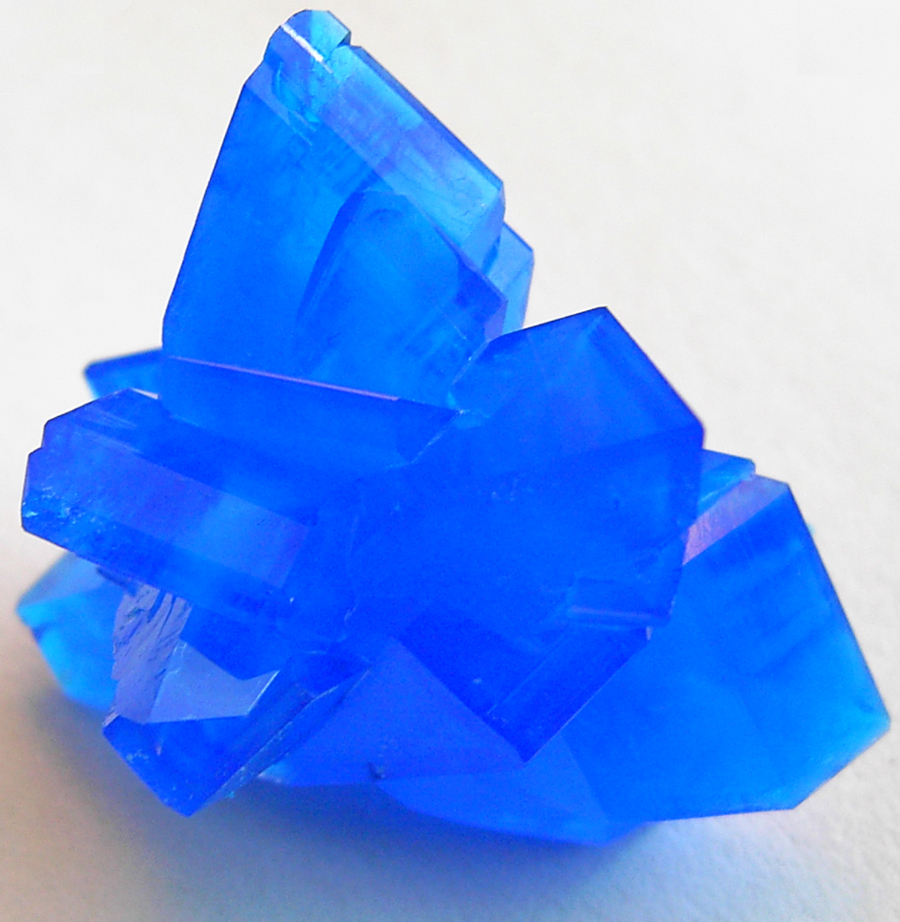
Cristall de sulfat de coure (II)

La gènesi de la química es pot remuntar a l'observació del fenomen de la combustió que va portar a la metal·lúrgia, l'art i la ciència del processament dels minerals per obtenir metalls. Hom era conscient que era possible transformar uns tipus de matèria en d'altres però encara no es coneixia amb exactitud el com ni el perquè, ni les seves limitacions. L'avarícia per l'or va portar al descobriment del procés per a la seva purificació, tot i que els principis subjacents no s'entenien bé i es va pensar que es tractava d'una transformació en comptes d'una purificació. Molts erudits d'aquella època pensaven que era raonable de creure que podia existir una manera de transformar metalls barats en or. Això va portar a l'alquímia i a la recerca de la pedra filosofal que es pensava podia obrar la transformació en or pel simple contacte.
L'atomisme de l'antiga Grècia es remunta al 440 aC, com ho demostraria l'obra De rerum natura (La naturalesa de les coses) escrit pel filòsof i poeta romà Lucreci l'any 50 aC, un llarg poema que descriu el món segons els principis d'Epicur. Gran part del desenvolupament inicial dels mètodes de purificació els descriu Plini el Vell a la seva obra Naturalis Historiae (Història Natural).
Els primers pioners de la química i del mètode científic modern van ser els savis àrabs i perses de l'edat mitjana que van introduir l'observació precisa i l'experimentació controlada i van descobrir nombroses substàncies químiques. Els químics musulmans més influents van ser Jabir ibn Hayyān (m. 815), Al-Kindí (m. 873), Ar-Razí (m. 925), Al-Biruní (m. 1048) i Ibn al-Hàytham (m. 1039). Les obres de Jabir va arribar a ser àmpliament conegudes a Europa a través de traduccions llatines d'un autor anònim del segle xiv, avui anomenat pseudo-Geber, que també va escriure alguns llibres sota el pseudònim de "Geber". La contribució a l'alquímia i a la metal·lúrgia del subcontinent indi també va ser força significativa.
Per a alguns practicants l'alquímia era un exercici intel·lectual, i el van aconseguir millorar amb el temps. Paracels (1493-1541), per exemple, va rebutjar la teoria dels quatre elements i amb una vaga comprensió dels seus productes químics i medicaments va construir un híbrid d'alquímia i ciència que seria anomenat iatroquímica. De la mateixa manera, les influències de filòsofs com Francis Bacon (1561-1626) i René Descartes (1596-1650), que va exigir major rigor en les matemàtiques i en l'eliminació de biaixos de les observacions científiques, va donar lloc a una revolució científica. En química, això va començar amb Robert Boyle (1627-1691), que va arribar amb una equació sobre les característiques de l'estat gasós coneguda com la llei de Boyle.
La química va arribar a la majoria d'edat quan Antoine Lavoisier (1743-1794), considerat per molts el pare de la química moderna, va desenvolupar la teoria de la llei de conservació de la massa (1783) i John Dalton va formular la seva teoria atòmica de Dalton (vers el 1800).

## Disciplines de la química

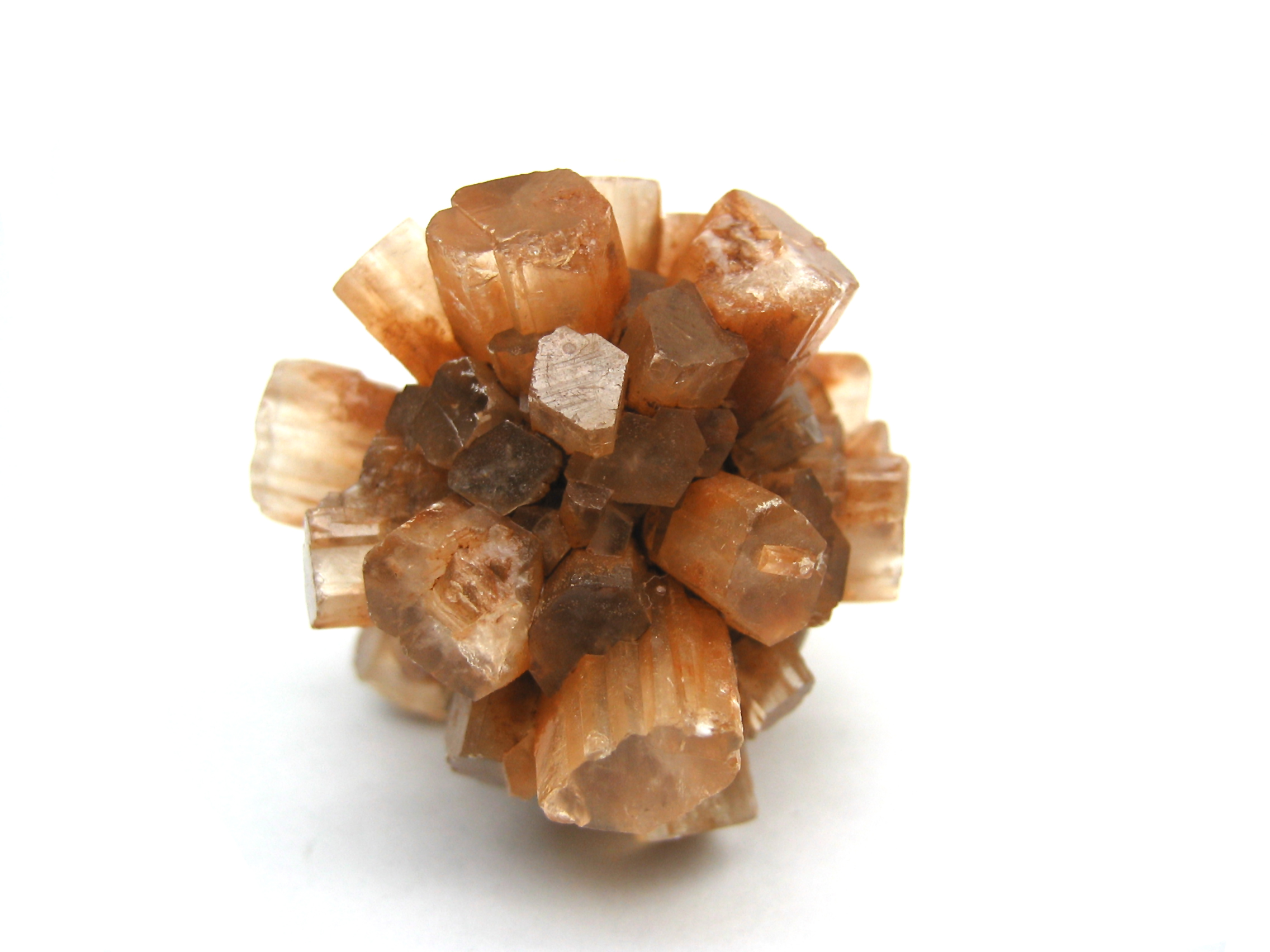
Mineral d'aragonita

Molècula d'hemoglobina

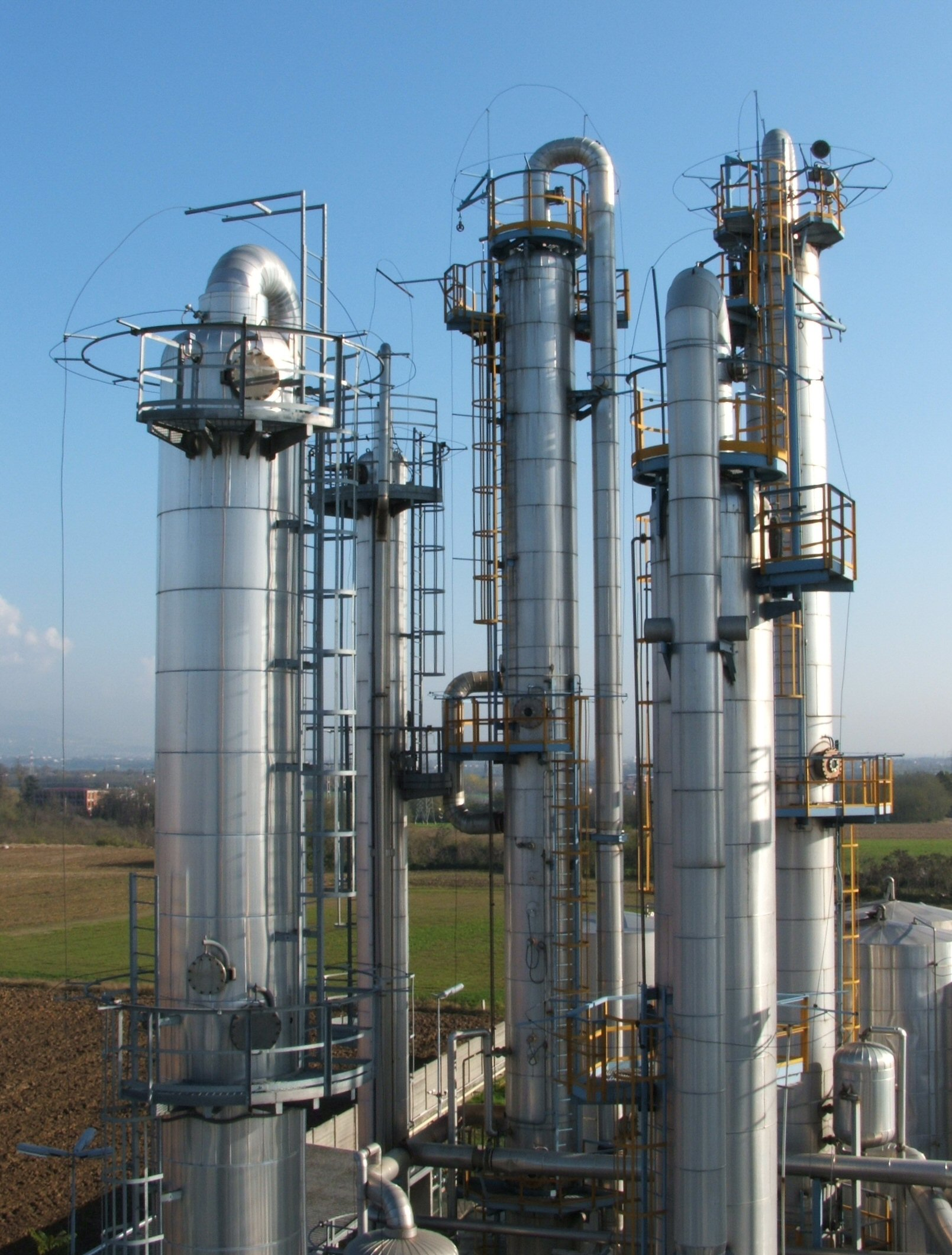
Columnes de destil·lació

Atenent la natura de les substàncies estudiades, hom ha dividit tradicionalment la química en:
- Química inorgànica, que estudia els minerals, l'estructura, transformació i propietats de la matèria que no està formada per cadenes de carboni.
- Química orgànica, que estudia els composts que es basen en cadenes de carboni i la seva síntesi.

Posteriorment, hom considerà la química analítica, que estudia els mètodes de detecció (identificació) i quantificació (determinació) d'una substància en una mostra i que se subdivideix en quantitativa i qualitativa, com a branca independent, estretament lligada, però, a la química inorgànica per raons històriques.
D'altra banda, en el darrer decenni del segle segle xix es constituí com a ciència la química física, que estudia els fonaments i bases físiques dels sistemes i processos químics. En particular, són d'interès per al químic físic els aspectes energètics i dinàmics de tals sistemes i processos. Entre les seves àrees d'estudi més importants s'inclouen la termodinàmica química, la cinètica química, l'electroquímica, la mecànica estadística i l'espectroscòpia.
Pel que fa a l'aplicació dels coneixements químics als processos industrials, hom ha considerat la química tècnica o enginyeria química com una branca autònoma de la química. Tracta del projecte, execució i operació de les instal·lacions per a fabricar els productes de les indústries químiques.
Modernament han aparegut noves branques, com la bioquímica, que estudia les reaccions químiques en els éssers vius, i que en el decurs dels anys ha esdevingut una ciència autònoma, la geoquímica, la química macromolecular, la química organometàl·lica, la química quàntica, la química computacional, l'electroquímica, la química nuclear, la petroquímica, la fotoquímica, la neuroquímica, entre d'altres.

## Conceptes fonamentals

### Àtoms
Un àtom és la unitat bàsica de la química. Es compon d'un nucli amb càrrega positiva (el nucli atòmic), que conté protons i neutrons, i que manté al seu voltant una sèrie d'electrons per equilibrar la càrrega positiva que hi ha al nucli. L'àtom és també l'entitat més petita que conserva algunes de les propietats químiques de l'element, com l'electronegativitat, l'energia d'ionització, els estats d'oxidació preferits, el nombre de coordinació, i els tipus preferits d'enllaços químics que formen (metàl·lic, iònic, covalent).

### Element
El concepte d'element químic està relacionat amb el de la substància química. Un element químic és específicament una substància que es compon d'un sol tipus d'àtom. Un element químic es caracteritza per tenir un nombre determinat de protons en el nucli atòmic dels seus àtoms. Aquest nombre és el que es coneix com a nombre atòmic de l'element. Per exemple, tots els àtoms amb 6 protons en els seus nuclis són àtoms de l'element químic carboni, i tots els àtoms amb 92 protons en els seus nuclis són àtoms de l'element urani. A la natura hi ha 94 elements químics diferents o tipus d'àtoms diferents en funció del seu nombre de protons. Hi ha altres 18 elements que han han estat reconeguts per la IUPAC però que només existeixen artificialment. Malgrat tots els nuclis dels àtoms que pertanyen a cadascun dels elements tindran el mateix nombre de protons, el nombre de neutrons pot ser diferent, aquests àtoms que difereixen en el nombre de protons s'anomenen isòtops. Hi pot haver diversos isòtops d'un element.
La forma més adequada de presentar els elements químics és la taula periòdica, que agrupa els elements per nombre atòmic. Gràcies a la seva enginyosa distribució, els grups, o columnes, i els períodes, o files, d'elements de la taula o bé comparteixen diverses propietats químiques, o segueixen certes tendències en característiques com per exemple el radi atòmic o l'electronegativitat. Hi ha diferents llistes d'elements químics: llista d'elements per nom, llista d'elements per símbol, llista d'elements per nombre atòmic, llista d'elements químics per períodes.

### Compost
Un compost és una substància amb una proporció especial d'àtoms d'uns determinats elements químics que determina la seva composició, i una organització o estructura química particular que determina les propietats químiques. Per exemple, l'aigua és un compost que conté hidrogen i oxigen en una proporció de dos a un, amb l'àtom d'oxigen situat entre els dos àtoms d'hidrogen, i amb un angle de 104,5° entre ells. Els compostos es formen i es converteixen en altres per mitjà de les reaccions químiques. Hi ha compostos orgànics i inorgànics. Entre els inorgànics hi ha: hidrurs, compostos amb nom propi, hidràcids, òxids, sals binàries, i compostos no-metall-no-metall.

### Substància
Una substància química és un tipus de matèria amb una determinada composició i un conjunt definit de propietats químiques. En sentit estricte, una barreja de compostos, d'elements o de compostos i elements no és una substància química, però pot ser anomenada producte químic. La majoria de les substàncies que trobem en la nostra vida diària són un tipus de barreja, per exemple: l'atmosfera terrestre, els aliatges, la biomassa, etc
La nomenclatura de les substàncies és una part crítica del llenguatge de la química. Generalment es refereix a un sistema de denominació dels compostos químics. Al principi de la història de la química les substàncies van ser anomenades pel seu descobridor, això va portar a una certa confusió. Però avui dia el sistema IUPAC de nomenclatura química permet els químics designar amb un nom específic tots els compostos entre la gran varietat de productes químics existent. La nomenclatura estàndard de les substàncies químiques és fixada per la Unió Internacional de Química Pura i Aplicada (IUPAC). Hi ha sistemes ben definits per denominar les espècies químiques. Els compostos orgànics són anomenats d'acord amb la nomenclatura orgànica. i els compostos inorgànics segueixen la nomenclatura dels compostos inorgànics. A més, el Chemical Abstracts Service ha ideat un mètode per a indexar les substàncies químiques, en aquest esquema cada substància química s'identifica per un nombre conegut com a nombre CAS.

### Molècula

Una estructura molecular descriu els enllaços i les posicions relatives dels àtoms d'una molècula com la de paclitaxel de la imatge.

Una molècula és la porció més petita indivisible d'una substància química pura que té les seves propietats químiques característiques, és a dir, té la possibilitat de participar en un cert conjunt de reaccions químiques amb altres substàncies. A diferència dels ions, poden existir com a unitats elèctricament neutres. Les molècules són típicament un conjunt d'àtoms lligats per enllaços covalents, de manera que l'estructura és elèctricament neutra i tots els electrons de valència són aparellats amb altres electrons, ja sigui en enllaços o en parells solitaris.
No totes les substàncies són formades per molècules. La majoria dels elements químics es componen d'àtoms solitaris com la seva unitat discreta més petita. Altres tipus de substàncies, com per exemple els compostos iònics o els sòlids cristal·lins, s'organitzen de tal manera que no és possible identificar molècules. Aquestes substàncies es descriuen en termes d'unitats de fórmula o de cel·les unitàries de xarxa, l'estructura més petita que es repeteix dins d'una substància, ja que no tenen molècules identificables com a tals.
Una de les característiques principals d'una molècula és la seva estructura geomètrica. Mentre l'estructura de les molècules diatòmiques, les triatòmiques o les tetraatòmiques pot ser trivial, (lineal, angular, piramidal, etc.) l'estructura de les molècules poliatòmiques, que estan constituïdes per més de sis àtoms (de diversos elements) pot ser crucial per a la seva naturalesa química.

### Mol i quantitat de substància
El mol és la unitat de mesura del Sistema Internacional per a la quantitat de substància i es defineix com la quantitat d'una substància que conté un nombre de partícules o entitats elementals igual al nombre d'àtoms contingut en 0,012 kg de carboni-12 en repòs i en el seu estat fonamental. Aquesta unitat s'utilitza per a comptar el nombre d'àtoms i de molècules, però també electrons, ions o qualsevol altres tipus de partícules i equival a una quantitat igual al nombre d'Avogadro. El valor d'aquesta constant es determina empíricament, el seu valor actual és 6,02214179 (30) × 1023 mol−1 (CODATA, 2007). Una manera d'entendre el concepte de mol és comparar-lo amb un terme ben conegut com a dotzena, una dotzena d'ous conté 12 ous, un mol d'àtoms conté 6,02214179 × 1023 àtoms, molècules o qualsevol tipus de partícula. A banda de la comoditat que proporciona la utilització del mol, és més fàcil parlar d'un mol de substància que de 6,02214179 × 1023 molècules, representa una quantitat amb la qual és fàcil experimentar.
La quantitat de substància d'un solut a un volum determinat d'una solució es coneix com a molaritat o concentració de substància. La molaritat és la magnitud més utilitzada per expressar la concentració d'una solució. La unitat més habitual per expressar el valor de la molaritat és el mol/L o mol/dm³, tot i que la unitat del Sistema Internacional és el mol/m³.

### Orbitals

Diagrama espacial mostrant els orbitals atòmics hidrogenoides de moment angular del tipus d (l = 2).

Per a una descripció i comprensió detallades de les reaccions químiques i de les propietats físiques de les diferents substàncies, és molt útil la seva descripció a través d'orbitals, amb ajuda de la química quàntica.
Un orbital atòmic és una funció matemàtica que descriu la disposició d'un o dos electrons en un àtom. Un orbital molecular és anàleg, però per a molècules.
En la teoria de l'orbital molecular la formació de l'enllaç covalent és d'una combinació matemàtica d'orbitals atòmics (funcions d'ona) que formen orbitals moleculars, anomenats així perquè pertanyen a tota la molècula i no a un àtom individual. Així com un orbital atòmic (sigui híbrid o no) descriu una regió de l'espai que envolta a un àtom on és probable que es trobi un electró, un orbital molecular descriu una regió de l'espai en una molècula on és més factible que es trobin els electrons.
Igual que un orbital atòmic, un orbital molecular té una grandària, una forma i una energia específics. Per exemple, en la molècula d'hidrogen molecular es combinen dos orbitals atòmics ocupats cadascun per un electró. Hi ha dues formes en què pot presentar-se la combinació d'orbitals: additiva i subtractiva. La combinació additiva produeix la formació d'un orbital molecular que té menor energia i que té, aproximadament, forma ovalada, mentre que la combinació subtractiva condueix a la formació d'un orbital molecular amb major energia i que genera un node entre els nuclis.

### Dels orbitals a les substàncies
Els orbitals són funcions matemàtiques per a descriure processos físics: un orbital solament existeix en el sentit matemàtic, com poden existir una suma, una paràbola o una arrel quadrada. Els àtoms i les molècules són també idealitzacions i simplificacions: un àtom només existeix en buit, una molècula només existeix en buit, i, en sentit estricte, una molècula només es descompon en àtoms si es trenquen tots els seus enllaços.
En la "vida quotidiana" només existeixen els materials i les substàncies.

### Dissolucions
En aigua, i en altres dissolvents (com l'alcohol), és possible dissoldre substàncies, de manera que queden disgregades en les molècules o ions que les componen (les dissolucions són transparents). Quan se supera cert límit, cridat solubilitat, la substància ja no es dissol, i queda, bé com precipitat en el fons del recipient, bé com suspensió, surant en petites partícules (les suspensions són opaques o translúcides).
Es denomina concentració la mesura de la quantitat de solut per unitat de quantitat de dissolvent.

### Mesura de la concentració
La concentració d'una dissolució es pot expressar de diferents formes, en funció de la unitat emprada per a determinar les quantitats de solut i dissolvent. Les més usuals són:
- Grams per litre (g/l) raó solut/dissolvent o solut/dissolució, depenent de la convenció.
- % en massa: raó solut/dissolució
- % en volum: raó solut/dissolució
- Molaritat: mols solut / volum dissolució (en litres). La seua unitat és el mol/L o simplement "M" (molar). És l'expressió de la concentració d'una dissolució que més s'utilitza al laboratori degut a la seua fàcil determinació.
- Normalitat raó solut/dissolució
- Molalitat: mols solut / massa dissolvent (en quilograms). S'expressa en mol/kg o simplement "m" (molal)
- Fracció molar: mols d'un component de la dissolució / mols totals. Aquesta mesura de concentració no té unitats, és adimensional. És molt utilitzada en l'estudi de dissolucions binàries per a construir un diagrama de fases que relacione la composició (fracció molar) amb una altra variable termodinàmica com puga ser la pressió o la temperatura. Se sol representar amb la lletra "x" amb un subíndex de l'espècie a la qual es refereix.
- Parts per milió raó solut/di

### Acidesa
El pH és una escala logarítmica per a descriure l'acidesa d'una dissolució aquosa. Els àcids, com el suc de llimona i el vinagre, tenen un pH baix (inferior a 7). Les bases, com el hidrogencarbonat de sodi, tenen un pH alt (superior a 7).
El pH es calcula mitjançant la següent equació:
{\displaystyle \mathrm {pH} =-\log a_{\rm {H^{+}}}\approx -\log {\rm {[H^{+}]\,}}}
on {\displaystyle a_{\rm {H^{+}}}\,} és l'activitat dels ions d'hidrogen en la solució, la qual en solucions diluïdes és numèricament igual a la concentració molar d'ions d'hidrogen {\displaystyle {\rm {[H^{+}]\,}}}, que cedeix l'àcid a la solució.
- una solució neutral (aigua ultra pura) té un pH de 7, el que implica una concentració d'ions d'hidrogen de 10-7 M
- una solució àcida (per exemple, d'àcid sulfúric) té un pH < 7, és a dir que la concentració d'ions d'hidrogen és major que 10-7 M
- una solució bàsica (per exemple, d'hidròxid de potassi) té un pH > 7, o sigui que la concentració d'ions d'hidrogen és menor que 10-7 M

### Formulació i nomenclatura
La IUPAC, un organisme internacional, manté unes regles per a la formulació i nomenclatura química. D'aquesta forma, és possible referir-se als compostos químics de forma sistemàtica i sense errors. Mitjançant l'ús de fórmules químiques és possible també expressar de forma sistemàtica les reaccions químiques, en forma d'equació química.

## Importància de la química en la medicina
La medicina, és un dels grans avanços que va marcar el segle segle xx. En aquella època i encara avui en dia, va haver-hi un gran avanç gràcies a la investigació, les noves tècniques i també els professionals. La química en la medicina és de gran importància perquè gràcies a ella es poden arribar a tractar o curar malalties, que abans era impensable poder arribar a tractar o curar de manera definitiva.

### La química i la medicina en l'antiguitat
Els antics egipcis van ser considerats els pioners de la química fa més de 4000 anys. Les antigues civilitzacions utilitzaven tecnologies que avui dia són la base de la branca de la química.
Fa molts anys, existia una branca anomenada latroquímica que era una branca on s'estudiaven la química i la medicina de manera conjunta. Tenia les seves bases a l'alquímia, la iatroquímica buscava trobar explicacions químiques a processos patològics i fisiològics del cos humà i proporcionar tractament amb substàncies químiques. Aquesta branca, es pot considerar la precursora de la química i de la bioquímica, però amb el pas del temps i les noves pràctiques mèdiques aquesta àrea ha quedat obsoleta, donant pas a la medicina moderna i innovadora.

### La medicina avui en dia
En l'actualitat, la majoria dels productes de l'àrea sanitària tenen plàstic com a principal component, entre els materials hi ha: xeringues, lents de contactem pròtesis, envasos de productes, bosses de sang, vàlvules, entre altres productes mèdics.
En el sector hospitalari a Espanya, l'any 2001 es van utilitzar més de 83 000 tones de plàstic.
Un exemple senzill és un catèter, aquest s'ha d'introduir per una artèria i solucionar una obstrucció, i és molt important que sigui d'un sol ús, flexible i sobretot higiènic.
Per poder fer tots aquests materials, cal saber la quantitat exacta i precisa de material que cal per poder-ho fabricar, i això es realitza al laboratori, a base de realitzar assajos, per poder arribar a fer-ho de manera més econòmica, senzilla i sempre garantint un producte excel·lent.
Per això, si la química no anés lligada a la medicina, molts dels materials i productes que s'usen avui en dia, no existirien i per tant, aniríem molt endarrerits pel que fa a la medicina.

### Avanços en la medicina gràcies a la química
Un aspecte molt important que ens proporciona la química, són les vacunes, els antibiòtics i tota mena de medicament que ens curen i ens protegeixen de malalties.
Tots els medicaments i vacunes, el primer contacte el tenen al laboratori, molts professionals es reuneixen dia a dia per poder trobar cures millors i amb menys efectes secundàris per poder-nos fer la vida més fàcil.
D'altra banda, la descoberta de noves molècules químiques afavoreix la possibilitat de realitzar trasplantament de teixits i d'òrgans. Les pròtesis ortopèdiques, les vàlvules cardíaques, els òrgans artificial o el fil quirúrgic estan fets de productes químics d'alta tecnologia.
Gràcies a l'avanç de la química en la medicina, podem viure cada vegada en millors condicions i viure fins a més avançades edats.